# 白道

月の交点と黄道（黄色線）・白道（灰色線）。図の上の交点が降交点 (descending node) 、下が昇交点 (ascending node) 。

白道（はくどう）は、天球上の月の通り道、すなわち地球から見た月の軌道を天球に投影したものであり、黄道（太陽の通り道）に対して約5度8分の傾きをもった大円である。この傾き自体はほぼ一定だが、黄道に対する昇交点が18.6年で一周するので、月の視半径や摂動も含めると黄道から南北約6度の帯状の範囲が月の通過しうる領域である。
なお、白道を27または28のエリアに分割したものを月宿という。

## 白道と日食・月食
黄道と白道の2つある交点を太陽が通過するそれぞれ約1か月の期間中、同じ交点を月が通過するとき（新月）に日食が、反対側の交点を月が通過するとき（満月）に月食が起こる。それ以外の期間では、新月や満月であっても上下に離れているので日食や月食にならない。日食は太陽の交点通過ごとに地球上のどこかで少なくとも1回起こる。月食は半影食を含めれば太陽の交点通過ごとに少なくとも1回起こる（本影食に限ると起きないこともある）。つまりおおよそ半年ごと、昇交点移動の分を差し引くと約173日（1食年の半分）ごとに日食と半影月食が地球上のどこかで見られる。

## 白道上にある主な天体
白道は黄道に対して18.6年周期で回転するので、天の赤道や天の北極と比べて短期間で変化するが、黄道に対する傾斜角がほぼ一定なので、黄道の南北6度ほどの範囲に限られる。この範囲にある恒星は月による掩蔽（星食）が起こるので、詳しい観測の対象となる。
- アルデバラン、プレアデス星団
- レグルス
- スピカ
- アンタレス